# Şehzade Ömer Faruk
Şehzade Ömer Faruk (en turc ottoman : شہزادہ عمر فاروق), né le 27 février 1898 à Constantinople et mort le 28 mars 1969 au Caire est un prince ottoman, le fils du dernier calife du monde musulman Abdülmecid II et de son épouse Şehsuvar Hanım. Il était le gendre impérial du sultan Mehmed VI.

## Biographie
Şehzade Ömer Faruk est né le 27 février 1898 au Palais Ortaköy[Lequel ?]. Il était le fils du dernier calife du monde musulman Abdülmecid II et de sa femme Şehsuvar Hanım. Il était le demi-frère aîné de Dürrüşehvar Sultan. Il était le petit-fils d’Abdülaziz et Hayranidil Kadın.
Pour ses premières études, il est envoyé au Lycée de Galatasaray. Son père, Abdülmecid, a étudié le Français et a eu le lien avec l’école par le biais d’un proche Tevfik Efendi. La demande d’Ömer Faruk a été préparée par Salih Keramet Bey, le fils poète ottoman Nigar Hanım, qui avait donné des leçons privées au prince.
Ömer Faruk a fréquenté le Lycée de Galatasaray pendant quelques années, jusqu’à ce qu’il soit décidé qu’il devrait avoir une formation professionnelle plus sérieuse et à l’âge de onze ans, il a été envoyé en Europe. Il devait avoir une éducation militaire et comme c’était la pratique courante avec les princes à l’époque, il fréquenta l’école créée par l’impératrice Marie-Thérèse à Vienne en 1751, l’Académie militaire de Theresianum. Ömer Faruk parlait anglais, allemand et français avec un accent allemand. Son allemand était aussi adéquat que son turc.
Après une visite au Hırka-ı Saadet, la Chambre du Bienheureux Manteau dans le Palais de Topkapı, où de longues prières ont été dites, il a fait son chemin à Vienne. Salih Keramet Bey l’accompagna et l’installa à l’académie. Il y passa plusieurs années, suivant une formation militaire qui comprenait également des cours parascolaires en tissage de paniers, menuiserie, maçonnerie, travaux de construction, métallurgie et autres compétences manuelles. Mais pour une formation plus rigoureuse et disciplinée, Ömer Faruk est transféré de Vienne à l’Académie militaire de Potsdam en royaume de Prusse. L’idée de transfert était d’Ismail Enver Pacha, l’homme le plus puissant de l’Empire ottoman.
Enver Pacha voulait que les jeunes princes reçoivent une éducation militaire et à cette fin il a attribué le Palais d’Ihlamur comme le Şehzadegan Mektebi (l’École des Princes). Il est devenu obligatoire pour tous les şehzades de moins de quinze ans de fréquenter cette école. Ici, en plus de leur formation militaire, on leur enseigna la littérature, l’histoire, la religion, les mathématiques et la géométrie. Le petit-fils de Şehzade Ömer Faruk et le petit-fils d'Abdülmacid Ier Şehzade Mehmed Şerefeddin, qui était le frère de Naciye Sultan, cette dernière est l’épouse d’Enver Pacha, les deux princes ont été transférés en Allemagne pour une formation militaire forte. Le ministère de la guerre a publié un décret pour l’éducation des deux princes.
Ömer Faruk est diplômé de l’Académie militaire prussienne de Potsdam en tant qu’officier professionnel prussien. Son comportement reflétait sa stricte éducation allemande et jusqu’à sa mort, il est resté un soldat sévère, mais seulement en apparence, comme au fond il était un romantique dans l’âme et il n’a jamais abandonné ses habitudes turques.

### Participation à la Première Guerre mondiale
Pendant la Première Guerre mondiale, Ömer Faruk a combattu pour les Allemands. Le prince a été envoyé en Galice et de là à Verdun, où il a été affecté au champ de bataille et où les batailles avec les Français ont été tout à fait sanglantes. Il se battit comme un soldat professionnel et le kaiser Guillaume II lui accorda d’abord la médaille de l’Aigle Rouge, puis la Croix de fer du premier degré. Le Kaiser a envoyé un étui à cigarettes en or, ainsi qu’une photo signée de lui-même avec la médaille.
Lorsque les Allemands perdirent la bataille de Verdun, Ömer Faruk retourna à Potsdam, où il fut nommé au 1er régiment de gardes à pied de l’empereur allemand. Les deux exigences pour l’inscription dans ce régiment étaient que l’on doit appartenir à l’une des familles les plus aristocratiques en Allemagne et être plus grand que 1,9 mètre. Chaque prince prussien était enregistré comme officier dans ce régiment dès l’âge de dix ans, mais ceux de petite taille ne participeraient pas aux défilés. Le şehzade a été accepté dans le régiment bien qu’il ne mesure que 1,85 mètre. Il était le plus court parmi ses collègues, mais il a pris part à tous les défilés devant le kaiser. En plus d’être un soldat prospère et l’un des membres de la dynastie ottomane, Ömer Faruk, l’un des sportifs les plus importants de son époque, a présidé le club de Fenerbahçe SK pour un total de 5 ans entre 1919-1924.

### Vie privée

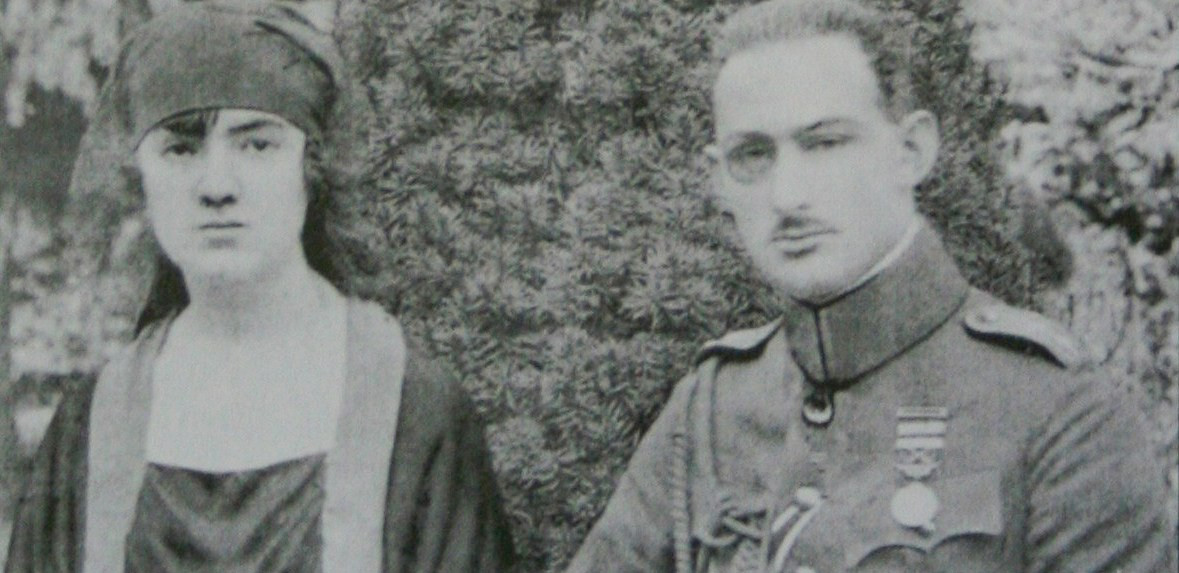
Sabiha Sultan et son mari Ömer Faruk

Şehzade Ömer Faruk et Sabiha Sultan, la fille de Mehmed VI et Nazikeda Kadın, le dernier sultan de l’Empire ottoman, étaient amoureux l’un de l’autre. Quand Abdulmejid demanda la main de Sabiha dans le mariage de son fils, Mehmed refusa catégoriquement car il n’y avait pas de mariage entre cousins. Sa mère Şehsuvar, a fait appel à Nazkieda Kadın et a réussi à la convaincre.
Le mariage a eu lieu le 5 décembre 1919, dans le pavillon des reliques sacrées, palais de Topkapı. Le mariage a été exécuté par Şeyhülislam Hayrizade Ibrahim Efendi. Le témoin de Sabiha Sultan était Başkatip Ali Fuad Bey et le témoin d’Ömer Faruk était Ömer Yaver Pacha. La réception de mariage a eu lieu quatre mois plus tard, le 29 avril 1920 au palais de Yıldız.,
En mai 1920, dix jours après leur mariage, Faruk et Sabiha déménagent dans le manoir de Rumelihisarı. En octobre de la même année, Mehmed VI acheta deux maisons pour ses filles à Nişantaşı. Les demeures étaient connues sous le nom de Palais des Jumeaux. Il donna une maison à Ulviye Sultan et l’autre à Sabiha. Faruk et Sabiha ont décidé de vivre à Nişantaşı pendant l’hiver et Rumelihisarı en été.
La fille aînée du couple, Neslişah Sultane, est née le 4 novembre 1921 au Palais de Nişantaşı. Elle a été suivie deux ans plus tard par Hanzade Sultan, née le 19 septembre 1923 dans le Palais de Dolmabahçe.
Lors de l’exil de la famille impériale en mars 1924, Ömer Faruk, sa femme et ses filles et ses parents s’installèrent d’abord en Suisse, puis en France plus tard, ils s’installent à Nice, où sa plus jeune fille Necla Hibetullah Sultan est née le 15 mai 1926.
En 1940, il assiste au mariage de sa fille, Neslişah Sultan et du prince Mohamed Abdel Moneim, fils du dernier khedive égyptien Abbas Hilmi II., Ses deux autres filles, Hanzade Sultan et Necla Sultan ont également épousé des princes égyptiens, Mehmed Ali Ibrahim en 1940 et Amr Ibrahim en 1943 respectivement.
Ömer Faruk a développé un intérêt accru pour sa cousine Mihrişah Sultan, la fille du prince héritier Şehzade Yusuf Izzeddin. C’était aussi une connaissance publique que les choses n'allaient pas bien entre Faruk et Sabiha.
En 1944, Mihrişah s’est même rangé du côté de Faruk lorsque le conseil a choisi le prince Ahmed Nihad comme chef de famille. Alors que Sabiha a soutenu la décision du conseil et approuvé le choix du chef. Ses filles se sont également rangées du côté d’elle. Faruk accusa Sabiha d’avoir retourné leurs filles contre lui. Mais il était déjà amoureux de Mihrişah et la question du conseil n’était qu’une excuse.
Faruk divorce de Sabiha le 5 mars 1948, après vingt-huit ans de mariage et seulement quatre mois plus tard épouse Mihrişah lors d’une cérémonie religieuse le 31 juillet 1948. Dans l’accord prénuptial, elle a demandé que le droit de divorcer de son mari soit inclus dans le contrat.
Cependant, leur mariage n’a pas duré et quelques années plus tard, Mihrişah a divorcé de Faruk en utilisant son droit de divorcer de son mari. Plus tard, Faruk disait à ses amis : « J’ai divorcé de la plus belle femme du monde pour épouser la plus laide. Le destin !

### Décès
Şehzade Ömer Faruk est mort le 28 mars 1969 au Caire, son corps a été ramené à Istanbul et a été enterré dans le mausolée du sultan Mahmoud II.

### Honneurs et distinctions
- Ordres et décorations allemandes
  -  Chevalier de l'Ordre de l’Aigle noir de Prusse
  -  Croix de fer de 1re classe

### Sources
- Necdet Sakaoğlu, Bu mülkün kadın sultanları : Vâlide sultanlar, hâtunlar, hasekiler, kadınefendiler, sultanefendiler, Oğlak Yayıncılık, 2008, 574 p. (ISBN 978-975-329-623-6)
- Murat Bardakçı, Neslishah : The Last Ottoman Princess, Oxford University Press, 2017, 416 p. (ISBN 978-977-416-837-6, lire en ligne)
- Leyla Açba, Bir Çerkes prensesinin harem hatıraları, L & M, 2004, 206 p. (ISBN 978-975-6491-31-7)